# Emmanuel Tjibaou
Emmanuel Tjibaou est un homme politique français, d'origine kanak, né le 17 mars 1976 dans la tribu de Tiendanite (Hienghène, Nouvelle-Calédonie). Il est élu député français dans la deuxième circonscription de Nouvelle-Calédonie en 2024. Fils de Jean-Marie et Marie-Claude Tjibaou, il est le premier député indépendantiste kanak depuis 1986 et le second de l'histoire, le premier étant Rock Pidjot.

## Origines et formation
Emmanuel Tjibaou est le deuxième des six enfants du meneur historique du nationalisme kanak et un des deux principaux signataires des accords de Matignon, Jean-Marie Tjibaou (1936-1989), ancien prêtre catholique rendu à l'état laïc qui fut maire de Hienghène ainsi que vice-président puis président de l'Union calédonienne (UC) de 1977 à son assassinat, vice-président (et donc chef politique) du Conseil de gouvernement de Nouvelle-Calédonie de 1982 à 1984, président du conseil de la Région Nord de 1985 à 1988 et président fondateur du Front de libération nationale kanak et socialiste (FLNKS), principale coalition indépendantiste, de 1984 à sa mort,. Sa mère est Marie-Claude Tjibaou (née Wetta en 1949), qui a présidé de 1989 à 2012 l'Agence de développement de la culture kanak (ADCK) qui gère le Centre culturel Tjibaou, qui a été conseillère économique, sociale et environnementale de 1999 à 2015 et qui fut candidate investie par le Parti socialiste français aux élections municipales de 2014 à Nouméa et aux européennes de 2014.
Par ses parents, il est ainsi issu de deux familles et clans très impliqués dans la vie politique, culturelle, coutumière et religieuse de la côte Est de la Grande Terre. Les Tjibaou sont des chefs coutumiers catholiques des tribus de Wérap (district de Hienghène) ou de Tiendanite (district de Tendo) à Hienghène dans l'aire Hoot ma Whaap. Les Wetta sont des protestants de la tribu de Tchamba-Naweta dans la commune et le district coutumier de Ponérihouen au pays Paicî.
Du côté paternel, il est le petit-fils de Wenceslas Tii (mort en 1970), chef de la tribu de Tiendanite, également instituteur dans l'enseignement privé catholique et dont la mère avait été tuée lors de la répression de la révolte kanak de 1917. Par ailleurs, deux de ses oncles paternels, Louis et Vianney Tjibaou, ont été tués le 5 décembre 1984 avec d'autres indépendantistes lors d'une embuscade organisée par des éleveurs d'origine européenne à Waan Yaat près de Hienghène au début de la période dite des « Événements », véritable guerre civile qui a déchiré la Nouvelle-Calédonie dans les années 1980 et dont son père était alors le chef d'un des deux camps.
Du côté maternel, son autre grand-père, Doui Matayo Wetta (1917-1980) fut membre fondateur de l'Association des indigènes calédoniens et loyaltiens français (AICLF), mouvement politique kanak d'inspiration protestante, puis de l'UC sous les couleurs de laquelle il fut l'un des neuf premiers Mélanésiens à siéger au conseil général du territoire avant d'être ministre des Relations publiques, de l'Information, de l'Éducation de base et de la Coopération dans le Conseil de gouvernement de 1958 à 1962. Il rejoint par la suite progressivement l'opposition gaulliste et anti-autonomiste à partir de 1960, et va participer à la création du Rassemblement pour la Calédonie dans la République (RPCR), parti historique anti-indépendantiste, en 1977. Enfin, un des oncles maternels d'Emmanuel Tjibaou, Henri Wetta (1946-1991), fut également militant du RPCR ainsi que, à son tour, membre chargé de la Santé et de l'Administration pénitentiaire du Conseil de gouvernement (le seul issu de la « droite loyaliste » de cet exécutif alors présidé par son beau-frère Jean-Marie Tjibaou) de 1982 à 1984, de l'Assemblée territoriale puis du Congrès du Territoire de 1984 à 1988 et de 1989 à son décès, et président de l'éphémère Région Est de 1988 à 1989.
Très marqué durant son enfance par les drames engendrés dans sa famille par les « Événements », à commencer par l'assassinat de son père par un indépendantiste radical à Ouvéa alors qu'il n'a que 13 ans le 4 mai 1989, Emmanuel Tjibaou va participer, soutenir ou initier tout au long de sa carrière professionnelle des actions mémorielles en lien avec cette histoire tourmentée,. Plusieurs de ses frères, tous militants indépendantistes de l'UC et du FLNKS, ont également poursuivi le même engagement : son aîné Jean-Philippe Thii Tjibaou (1975-2022), sculpteur traditionnel, auteur de plusieurs œuvres commémoratives (flèches faîtières, pirogues...) et président des Centres d'entraînement aux méthodes d'éducation active (CEMEA) en Nouvelle-Calédonie Pwärä Wäro, ; son cadet Pascal Tjibaou (né en 1980), comédien quand il était enfant (Le Bal du gouverneur) puis gérant du gîte Ka Waboana à Hienghène qui organise des visites sur les lieux emblématiques de la vie de leur père et de leur clan, chargé de mission pour l'association d'aide aux porteurs de projets économiques Initiative NC ainsi que directeur du Groupement agricole des producteurs de la côte Est (GAPCE) et secrétaire de l'Association Jeunesse Kanaky Monde (AJKM),,. Son troisième frère, Joël Tjibaou, a été arrêté le 22 juin 2024 et placé en détention provisoire trois jours plus tard au Centre pénitentiaire de Nouméa (« Camp Est ») comme d'autres responsables de la Cellule de coordination des actions de terrain (CCAT) dans l'enquête visant les commanditaires présumés des émeutes de 2024 en Nouvelle-Calédonie.
Sa scolarité a en grande partie été rythmée par la carrière politique de son père : l'école primaire à Koutio dans la banlieue Nord du Grand Nouméa lorsque celui-ci était vice-président du Conseil de gouvernement de Nouvelle-Calédonie de 1982 à 1984 puis à Hienghène à partir du début des « Événements », le collège à Poindimié pour finir au lycée privé catholique Blaise-Pascal de Nouméa. Il commence alors à être intéressé par l'étude des langues et de la culture kanak, par le biais du tissu associatif qui s'organise autour du centre culturel Goa Ma Bwarhat créé par son père à Hienghène en 1984 ou des ateliers organisés au collège, ce qui lui permet d'être initié déjà enfant et adolescent aux travaux des linguistes Jean-Claude Rivierre, Claire Moyse-Faurie ou Scholastique Boiguivie et de l'ethnologue Patrice Godin, par exemple. Par la suite, il réalise des études en anglais puis surtout en ethnolinguistique des langues kanak en France métropolitaine, au centre universitaire Dauphine de l'Institut national des langues et civilisations orientales (INALCO) à Paris, dont il obtient un diplôme d'études approfondies (DEA) avec un mémoire sur l’analyse stylistique des récits traditionnels de la région de Hienghène,,,.

## Carrière professionnelle dans le domaine de la culture

### Enseignement et Musée territorial
Emmanuel Tjibaou a été dans un premier temps instituteur remplaçant à Hienghène, d'abord en petite section de maternelle puis en cours moyen (CM),. Il déclare avoir quitté l'enseignement rapidement car, selon lui, le système éducatif ne serait pas bien adapté « à la réalité et à la problématique de ces enfants tiraillés entre deux systèmes de référence, celui du monde kanak et celui de l'autre monde à travers l'école ».
Par la suite, il devient conférencier et rédacteur des expositions itinérantes du musée de Nouvelle-Calédonie. Il travaille sous la direction d'Emmanuel Kasarhérou jusqu'en 1999 puis de Marie-Solange Néaoutyine à partir de 2000.

### À la tête de la Direction Recherche et Patrimoine de l'ADCK
En 2002, il est appelé pour être le responsable de la nouvelle Direction Recherche et Patrimoine (DRP) de l'Agence de développement de la culture kanak (ADCK), établissement public qui gère surtout le Centre culturel Tjibaou (CCT) à Nouméa et dont sa mère est la présidente du conseil d'administration. Il est chargé de mettre en place un programme de collecte et de conservation du patrimoine culturel immatériel kanak au sens large (danses, tradition, littérature orale, savoirs écologiques) à l’échelle des 8 aires coutumières de l’archipel.
À ce titre, il constitue un groupe de collecteurs du patrimoine formé pour échanger et travailler sur des rites et des rythmes, des savoir-faire et des discours extrêmement divers d’une région, d’une tribu et même d’un clan à l’autre, en étroite collaboration avec les Conseils coutumiers et différents organismes de recherche partenaires (Université de la Nouvelle-Calédonie, Institut de recherche pour le développement, École des hautes études en sciences sociales, Institut agronomique néo-calédonien). Il négocie aussi le passage à l'écrit de cette culture orale auprès d'interlocuteurs traditionnellement réticents à le faire. Enfin, il initie ou participe à la mise en œuvre d'évènements qui valorisent l’inscription de ces stratégies de développement culturel au cœur de la place des échanges en Nouvelle-Calédonie (la journée du mouvement Slow Food baptisée Drai Ne Xen ou « jour du festin » en drehu, projet Dö Xöu autour de la valorisation de la natte traditionnelle dans les échanges, mise en œuvre de circuits écotourismes).

### Directeur de l'ADCK-CCT
En 2011, il succède à Emmanuel Kasarhérou à la direction de l'ADCK et donc du Centre culturel Tjibaou. Il arrive à la tête de cet établissement au moment de son transfert de l'État vers le gouvernement de la Nouvelle-Calédonie, effectif au 1er janvier 2012 en même temps que son changement de nom pour devenir l'ADCK-CCT. Il déclare vouloir placer sa direction entre tradition et modernité, appelant notamment à « faire sortir le centre de ses murs, aller dans les quartiers ».
Dans le même temps, il contribue à la réalisation de films documentaires en lien avec le travail de mémoire et de dialogue interculturel : Au nom du Père, du Fils et des Esprits, où il est filmé en 2017 par Emmanuel Desbouiges et Dorothée Tromparent dans son travail de recherche et de restitution de ses souvenirs d'enfance pour retracer le parcours de son père ; Maxha, relever la tête, coréalisé en 2021 avec Nunë Luepak, au sujet de la rénovation de la grande case du Sud au Centre culturel Tjibaou qui a été l'occasion de faire participer des représentants de toutes les communautés de l'archipel à ce chantier symbolique ; Andi, Marie-Claude Tjibaou, qu'il coréalise en 2022 avec Dorothée Tromparent pour dresser le portrait de sa mère.

## Carrière politique
Lors des élections législatives anticipées de 2024, Emmanuel Tjibaou est élu député de la deuxième circonscription de Nouvelle-Calédonie, avec 57% des voix au second tour face à Alcide Ponga des Républicains. Il devient le premier député indépendantiste depuis 1986 et le redécoupage électoral des circonscriptions calédoniennes par Charles Pasqua qui favorise le vote loyaliste. Investi par le Nouveau Front populaire, il est membre du groupe Gauche démocrate et républicaine.
En décembre 2024, il est le seul député de son groupe à ne pas voter en faveur de la motion de censure ayant entraîné la chute du gouvernement de Michel Barnier.